# Amphoe Rong Kham
Amphoe Somdet (Thai: อำเภอ ร่องคำ) ist ein Landkreis (Amphoe – Verwaltungs-Distrikt) im Süden der Provinz Kalasin. Die Provinz Kalasin liegt in der Nordostregion von Thailand, dem so genannten Isan.

## Geographie
Die Nachbarbezirke sind im Uhrzeigersinn von Westen startend: Amphoe Kamalasai in der Provinz Kalasin sowie die Amphoe Pho Chai und Chiang Khwan der Provinz Roi Et.

## Geschichte
Rong Kham wurde am 1. Februar 1973 zunächst als „Zweigkreis“ (King Amphoe) eingerichtet, indem die beiden Tambon Rong Kham und Samakkhi vom Amphoe Kamalasai abgetrennt wurden.
Am 10. Oktober 1993 wurde Rong Kham zum Amphoe heraufgestuft.

## Verwaltung

### Provinzverwaltung
Der Landkreis Rong Kham ist in drei Tambon („Unterbezirke“ oder „Gemeinden“) eingeteilt, die sich weiter in 40 Muban („Dörfer“) unterteilen.
| Nr. | Name      | Thai    | Muban | Einw. |
| --- | --------- | ------- | ----- | ----- |
| 01. | Rong Kham | ร่องคำ   | 13    | 6.081 |
| 02. | Samakkhi  | สามัคคี   | 15    | 5.490 |
| 03. | Lao Oi    | เหล่าอ้อย | 12    | 4.908 |

### Lokalverwaltung
Es gibt eine Kommune mit „Kleinstadt“-Status (Thesaban Tambon) im Landkreis:
- Rong Kham (Thai: เทศบาลตำบลร่องคำ) besteht aus Teilen des Tambon Rong Kham.

Außerdem gibt es zwei „Tambon-Verwaltungsorganisationen“ (องค์การบริหารส่วนตำบล – Tambon Administrative Organizations, TAO):
- Samakkhi (Thai: องค์การบริหารส่วนตำบลสามัคคี)
- Lao Oi (Thai: องค์การบริหารส่วนตำบลเหล่าอ้อย)